# Jennifer Newberry
Jennifer Newberry, född 15 maj 1981 i Ozark, Alabama  är en svensk sångerska som deltog i den svenska Melodifestivalen 2002 med melodin Ingenting ingenting. Låten placerade sig på 8:e och sista plats vid andra deltävlingen i Norrköping den 26 januari 2002. Melodin testades på Svensktoppen den 23 februari 2002, men gick inte in på listan.
Med sina 2360 röster så är hon den som har haft minst antal röster av alla utslagna bidrag sedan Melodifestivalen börjat med att ha deltävlingar 2002.